# Géza Teleki
Géza Teleki (n. 28 septembrie 1843, Dej – d. 27 septembrie 1913, Budapesta) a fost un scriitor și politician maghiar, ministru de interne al Regatului Ungariei între 1889-1890. Fiul său, Pál Teleki, a fost premierul Ungariei între 1920-1921 și 1939-1941.
1. 1 2 3 4 5  Dániel Ballabás[*], József Pap[*], Judit Pál[*] (2020), Képviselők és főrendek a dualizmus kori Magyarországon (PDF), Eger: Líceum Kiadó[*], p. 318, accesat în 20 octombrie 2024
2. ↑  Dániel Ballabás[*], József Pap[*], Judit Pál[*] (2020), Képviselők és főrendek a dualizmus kori Magyarországon (PDF), Eger: Líceum Kiadó[*], p. 317, accesat în 20 octombrie 2024
3. ↑  Dániel Ballabás[*], József Pap[*], Judit Pál[*] (2020), Képviselők és főrendek a dualizmus kori Magyarországon (PDF), Eger: Líceum Kiadó[*], p. 479, accesat în 20 octombrie 2024
4. ↑  Magyarország kormányai[*], p. 217 Verificați valoarea |titlelink= (ajutor);